# Chija bar Abba I.
R. Chija bar Abba I. (auch: Chijja – der Name ist wohl aus Achijja = Ahija abgekürzt – der Ältere, Ruba oder Rabba; Ehrenbezeichnung Wiederhersteller der Tora; geboren in Babylonien, vielleicht aus der Exilarchenfamilie – er beanspruchte Abstammung von David) war ein jüdischer Gesetzeslehrer des 2./3. nachchristlichen Jahrhunderts zur Zeit des Umbruchs zwischen Mischna und Gemara und gilt als einer der einflussreichsten Talmudlehrer. 
Er kam später nach Palästina, wo er in Tiberias lebte und im Seidenhandel tätig war. 
Sein Vater stammte wahrscheinlich aus Kafri in Babylonien. Chija war Schüler und Freund Jehuda ha-Nasis, Onkel und Lehrer Rabs.
Chija war gemeinsam mit seinem Schüler R. Hoschaja bar Chama einer der wichtigsten Sammler und Redaktoren der Tosefta, d. h. der von Jehuda ha-Nasi nicht in die Mischna aufgenommenen Lehrsätze und Aufzeichnungen. Die rabbinische Tradition erwähnt mehrmals seine Mischnajot-Sammlung, diskutiert wird seine maßgebliche Beteiligung an Sifra.
Chija und seine beiden ebenfalls geschätzten Söhne Juda und Chiskia starben in Galiläa.